# نرسس گریگوریان
نرسس گرگیوریان (ارمنی: Ներսես Հաջիքի Կրիկորյան (Գրիգորյան)؛ انگلیسی: Nerses Krikorian؛ ۲۳ ژانویهٔ ۱۹۲۱ – ۱۸ آوریل ۲۰۱۸) شیمی‌دان و افصر اطلاعاتی آزمایشگاه ملی لس آلاموس ارمنی‌تبار اهل ایالات متحده آمریکا بود.

## زندگی‌نامه
وی در ۲۳ ژانویهٔ ۱۹۲۱ در خارپوت به دنیا آمد و از دانشگاه نیاگارا فارغ‌التحصیل گشت.  وی در ۱۸ آوریل ۲۰۱۸ در سن ۹۷ سالگی در لس آلاموس، نیومکزیکو درگذشت.